# Santa Eufemia del Barco
Santa Eufemia del Barco és un municipi de la província de Zamora a la comunitat autònoma de Castella i Lleó.

## Demografia
| 1991 | 1996 | 2001 | 2004 |
| ---- | ---- | ---- | ---- |
| 338  | 307  | 291  | 279  |